# Emma Steinbach
Emma Steinbach (1854 - Zúric, 1937) fou una mezzosoprano suïssa. Va actuar diverses temporades al Gran Teatre del Liceu de Barcelona.